# Marlon Hoesein
Marlon Hoesein, voluit Marlon Faisal Mohamed-Hoesein, is een Surinaams bestuurder en ambassadeur. Hij was in de jaren 2000 onderdirecteur voor Bosbeheer op het ROGB. Sinds circa 2011/2012 is bij ambassadeur in Brazilië.

## Biografie
Marlon Hoessein was tot minimaal 2009 onderdirecteur voor Bosbeheer op het ministerie van Ruimtelijke Ordening, Grond- en Bosbeheer.
Voor of in 2012 trad hij aan als ambassadeur van Suriname in Brazilië. In de loop van de jaren groeide hij uit tot de decaan van alle ambassadeurs van Latijns-Amerika en de Caraïben. In augustus 2021 kende Braziliaans president Jair Bolsonaro hem het Grootkruis in de Orde van het Zuiderkruis toe voor zijn inzet en bijdrage aan de goede betrekkingen tussen Brazilië en Suriname. Hij werd op 18 januari 2022 opgevolgd door Angeladebie Ramkisoen.